# Yukio Kaneoka
Yukio Kaneoka (兼岡 行男, Kaneoka Yukio) é um compositor japonês de música de jogos eletrônicos que trabalha para a Nintendo.

## Trabalhos
- Donkey Kong (1981)[1]
- Donkey Kong Junior (1982)[1]
- Mario Bros. (1983)[1]
- Mike Tyson's Punch-Out!! (1987)[1]
- F-Zero (1990)[1]
- Mario Tennis (Nintendo 64) (2000)
- Mario Tennis (Game Boy Color) (2000)
- Mario Hoops 3-on-3 (2006)